# 奈及利亞伊斯蘭教
伊斯蘭教是奈及利亞第一大宗教，與基督教同爲奈及利亞兩大主要宗教之一。奈及利亞擁有西非最大的穆斯林人口。2018年，中央情報局估計，奈及利亞總人口中有49.5%以上是穆斯林。2007年，BBC估計該國略多於50%的人口是基督徒。奈及利亞的穆斯林主要屬於遜尼派的馬立克派，不過國内也存在一些重要的什葉派少數群體，主要分佈在卡杜納州、卡諾州、卡齊納州、奧孫州、伊洛林和索科托州。2009年皮尤論壇關於宗教多樣性的調查發現5%的尼日利亞穆斯林是什葉派。

## 歷史

### 奈及利亞北部的伊斯蘭教
伊斯蘭教通過北非和塞内加爾盆地兩條路線傳入奈及利亞。該國伊斯蘭教的起源與伊斯蘭教在西非的傳播有關。貿易是將伊斯蘭教帶入奈及利亞的主要紐帶。最早的關於非洲伊斯蘭教的記錄位於蘇丹中部，出自中世紀的伊斯蘭歷史學家和地理學家如阿爾·巴克里、雅古特·哈邁維和阿爾·馬克里奇等人之手。後來伊本·白圖泰和伊本·赫勒敦的作品提供了更多關於西非伊斯蘭教的筆記。
十一世紀，由於加奈姆帝國與北非地區費贊、埃及和昔蘭尼加之間的貿易，伊斯蘭教在尼日利亞東北部，特別是加奈姆帝國的國土上得到了發展。來自北方的穆斯林商人有時會居留在貿易路線沿線的定居點，這些商人便逐漸向他們所在的定居點宣講伊斯蘭信仰。最早的關於當地統治者皈依伊斯蘭教的記錄是在十一世紀，當時加奈姆帝國的國王胡邁受一位穆斯林學者的影響而皈依了伊斯蘭教，這位學者的後代後來擁有加奈姆帝國首席伊瑪目的世襲頭銜。
一位名爲艾哈邁德·法爾圖阿的伊瑪目的著作展示了伊德里斯·阿盧瑪治下博爾努地區伊斯蘭社區的活躍情狀。宗教檔案顯示，在伊德里斯·阿盧瑪統治期間，雖然傳統宗教在加奈姆-博爾諾帝國的大部分地區仍然保持主導地位，但該國的大多數重要人物均已歸信伊斯蘭教。阿盧瑪通過引入伊斯蘭法庭、建立清真寺以及在麥加為卡努里人建立旅館等方式，進一步推動了該國伊斯蘭教的發展。
伊斯蘭教在十四世紀由西非商人傳入豪薩人聚居地區，尤其是卡諾州。這些西非商人本身是在來自塞內加爾盆地的圖庫勒穆斯林和來自馬里帝國的穆斯林商人的傳教下皈依伊斯蘭教的。最早的信仰伊斯蘭教的豪薩統治者皈依于十五世紀後半葉。到十六世紀，伊斯蘭教已經傳播到奈及利亞北部的主要城市，後來又傳入農村和中帶高地。

### 奈及利亞南部的伊斯蘭教

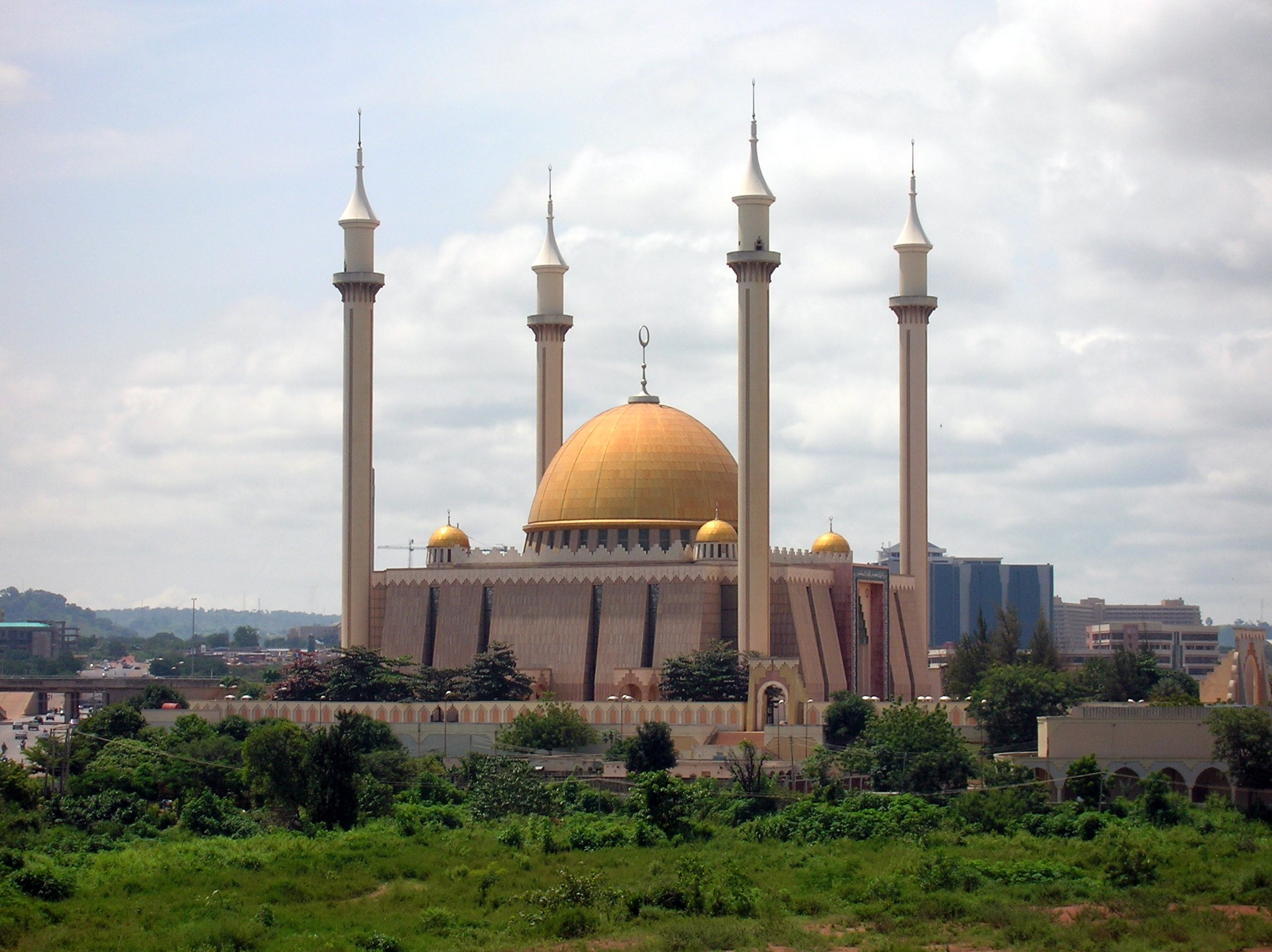
阿布賈國家清真寺

在馬里帝國時期，伊斯蘭教也傳入西南部的約魯巴語地區。647年至709年間，倭馬亞王朝對北非的征服有效地結束了幾個世紀間在非洲傳播的天主教。古代約魯巴的伊斯蘭教被稱為“Esin Imale”，意爲“馬里人的宗教”，因為其最早是在十四世紀左右通過馬里流動商人傳入該地區的。民衆大規模皈依伊斯蘭教發生在18－19世紀。

## 引用
1. ↑  . Pew Research Center's Religion & Public Life Project. 2011-01-27  [2021-01-15]. ISBN 978-202-419-4347. （原始内容存档于2019-04-04）.
2. ↑  . www.cia.gov.   [2018-04-10]. （原始内容存档于2021-01-09）.
3. ↑  BBC: "Nigeria: Facts and figures" （页面存档备份，存于） 2007-04-07
4. ↑  . Pew Forum on Religious & Public life. 2012-08-09  [2012-08-14]. （原始内容存档于2019-03-10）.
5. 1 2 3 4 5 6 7  Balogun, Ismail A. B. . Khartum: University of Khartoum, Sudan Research Unit. 1969. OCLC 427362 （英语）.
6. ↑  Kenny, Joseph. . Journal of Religion in Africa (BRILL). November 1996, 24 (4): 338–364. JSTOR 1581837. doi:10.2307/1581837.
7. ↑  Lapidus, Ira Marvin. . . Cambridge University Press. 2002: 405. ISBN 0-521-77933-2.
8. ↑  Works of Sheikh Dr. Abu-Abdullah Adelabu at AWQAF Africa, Damascus: Islam in Africa – West African in Particular, and Missionary and Colonization in Africa see esinislam.com （页面存档备份，存于）
9. ↑  Mawsuaat Al-Islam Al-Kubrah (The Big Encyclopedia of Islam) Volume 2 page 939 and volume 3 646 and Abduhu Badawi: Ma'a Harak ul-Islam fi Ifriqiyah (Siding Islamic Movement in Africa) 1979 Cairo page 177
10. ↑  . Encyclopedia Britannica.   [2020-01-22]. （原始内容存档于2017-02-02） （英语）.